# لیناردو مونترا دا سیلوا
لیناردو مونترا دا سیلوا (به پرتغالی: Leandro Montera da Silva) مهاجم اهل برزیل است که در شهر سائوپائولو و در تاریخ ۱۲ فوریهٔ ۱۹۸۵ به دنیا آمده‌است.
لیناردو مونترا دا سیلوا در تیم‌های فوتبال Nacional (SP) سابقهٔ حضور دارد.